# Curtea Vechekyrkan
Curtea Vechekyrkan (rumänska: Biserica Curtea Veche) är en rumänsk-ortodox kyrkobyggnad belägen i Rumäniens huvudstad, Bukarest.
Det är den äldsta kyrkan i Bukarest.

## Historik
Curtea Vechekyrkan började att byggas år 1545 och stod klar 1554.

## Kyrkan
- Kyrkans utseende är influerat av Coziaklostret i Călimănești.[3]
- Taklisterna är gjorda av tegel.[3]

## Bilder

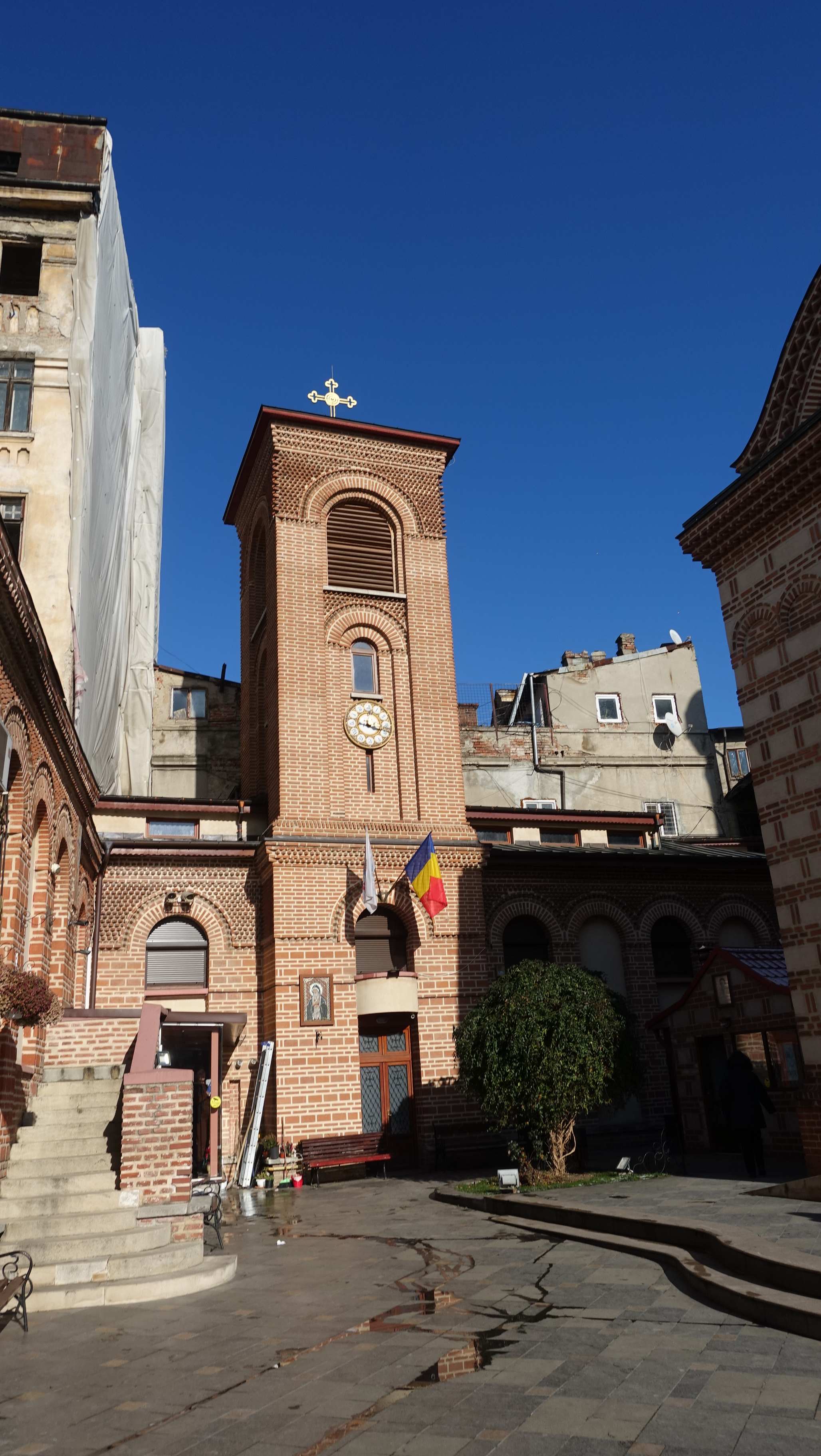
Klocktornet.
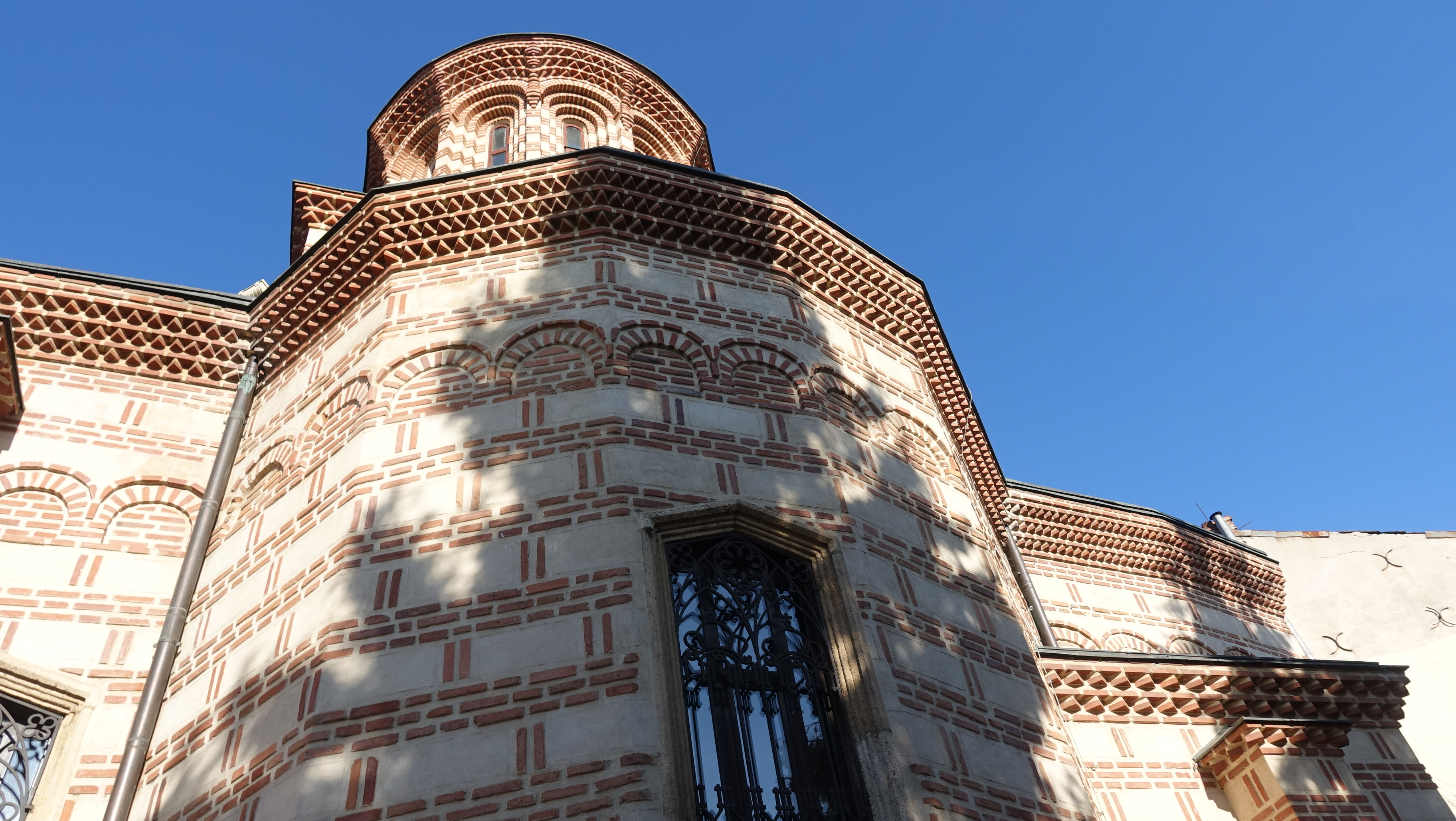
Närmare bild på fasaden.
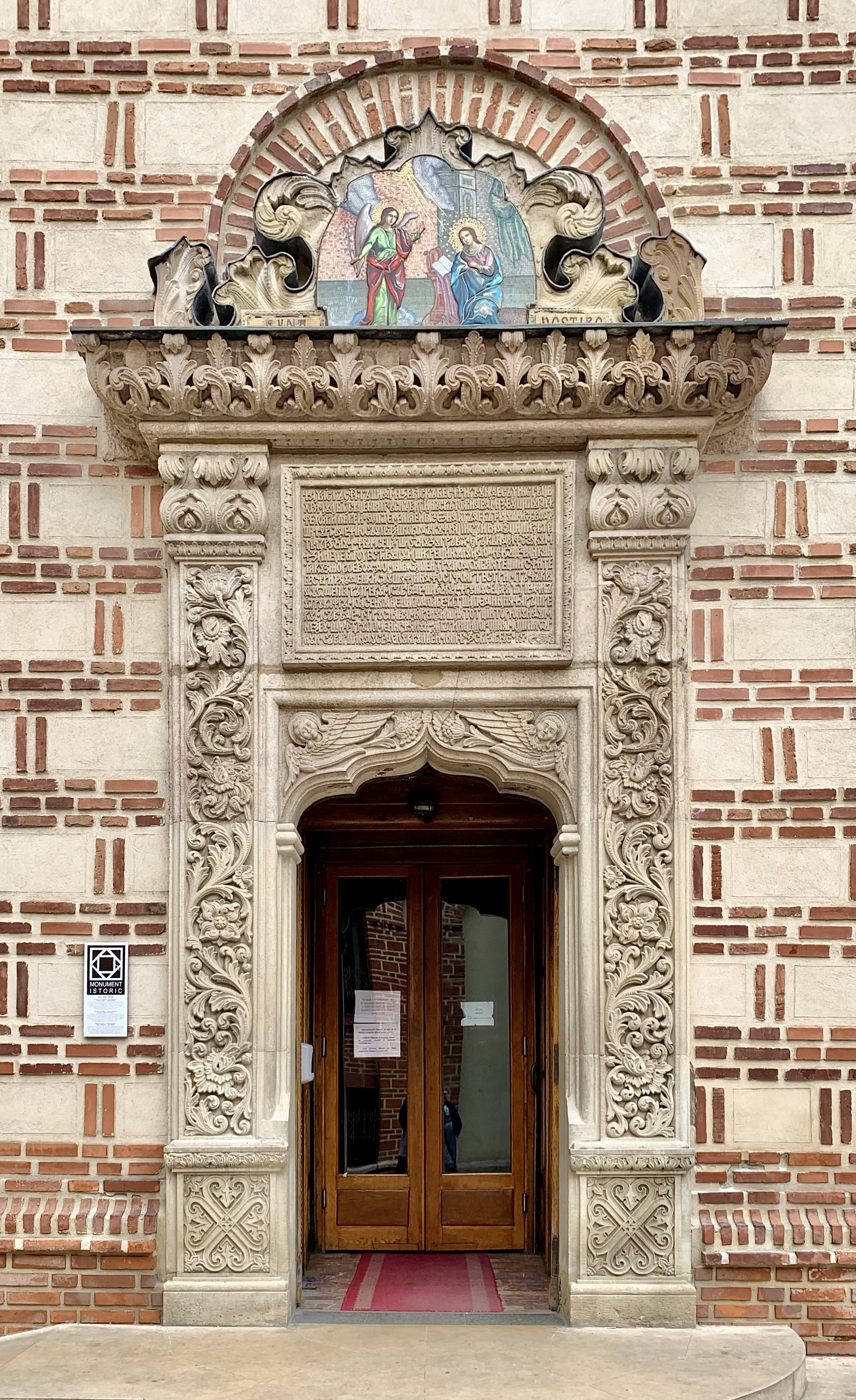
Ingången.
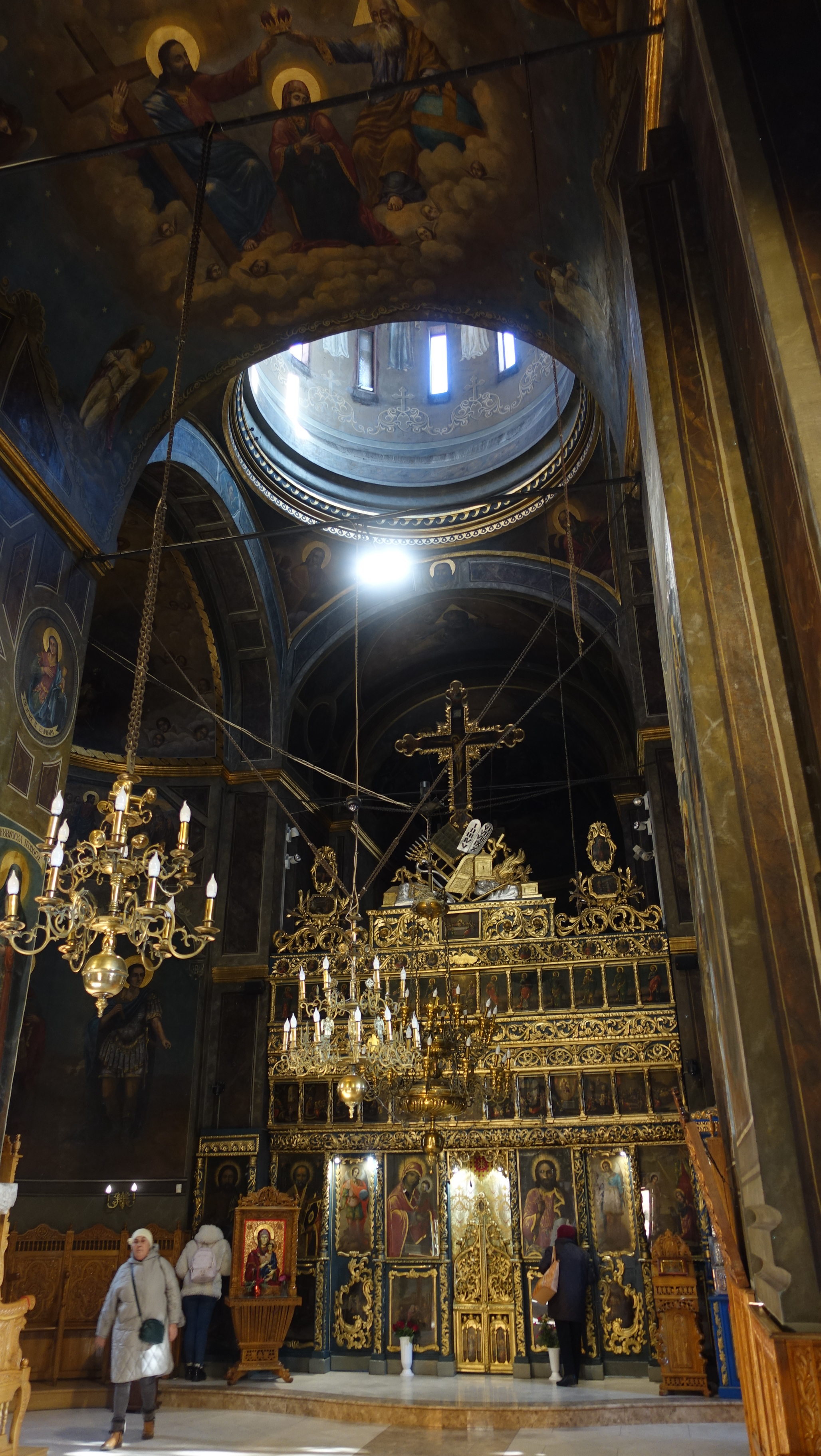
Kyrkans interiör mot ikonostasen.
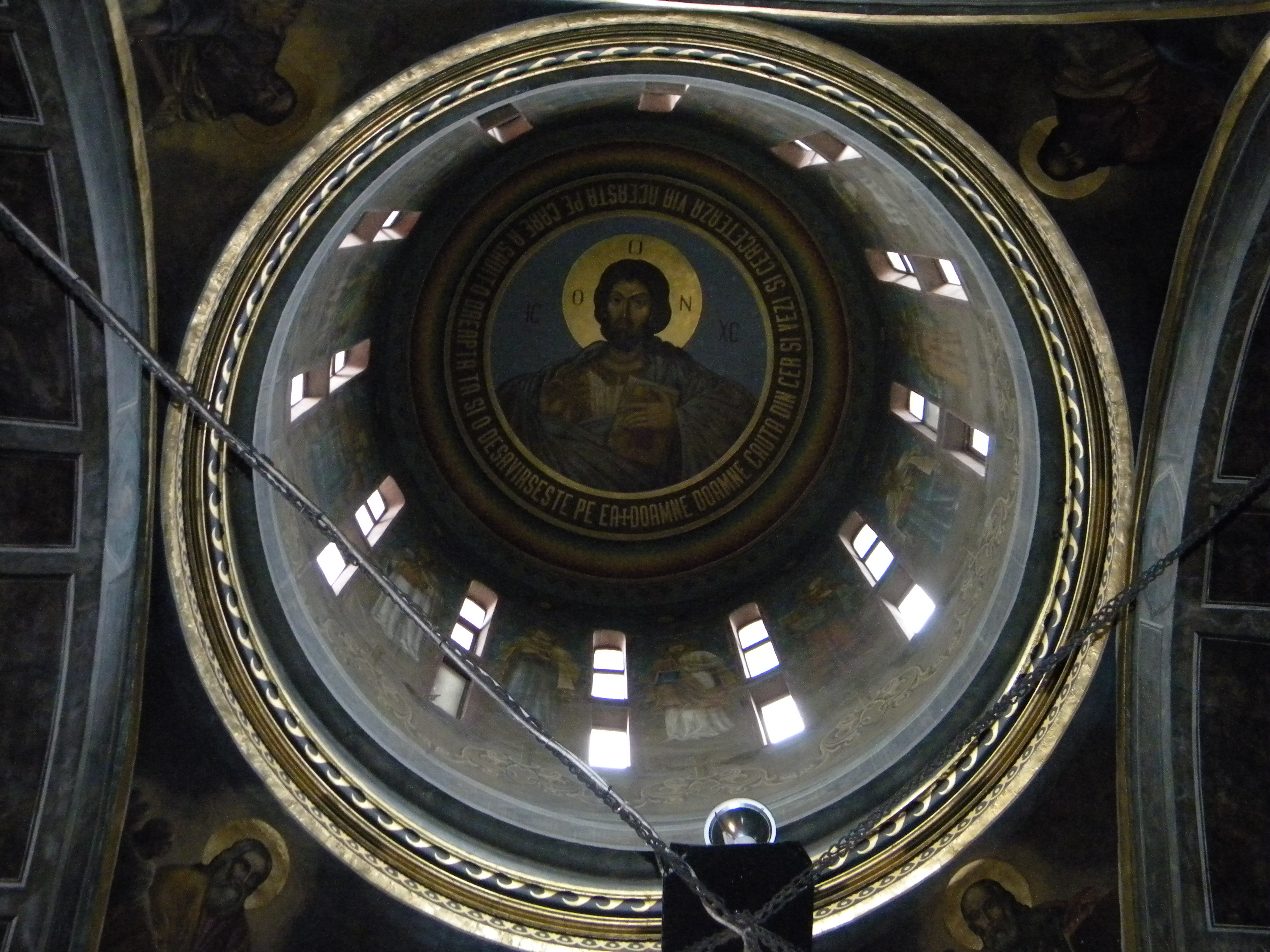
Kristus pantokrator avbildad på kupolen.
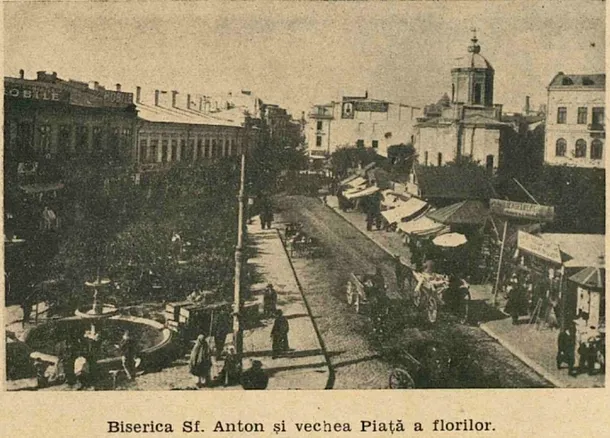
Kyrkan (till höger) runt år 1900